# 562
Năm 562 là một năm trong lịch Julius.